# HNLMS Snellius
Le HNLMS Snellius (A802) (Pays-Bas : Zr.Ms. Snellius) est un navire de surveillance hydrographique de la Marine royale néerlandaise (Koninklijke Marine) de Classe Snellius. 
Le Snellius est un sister-ship du HNLMS Luymes. 
HNLMS Snellius tient son nom du mathématicien Willebrord Snellius qui a contribué à l'avancée de l'hydrographie. 
Le navire a été construit aux Pays-Bas à partir d'une coque construite en Roumanie. 
Le navire peut procéder à plusieurs activités comme surveiller les zones de navigation, opérer comme navire de garde, représenter les Pays-Bas à l'étranger, il peut également assister les enquêtes scientifiques maritimes du ministère de la défense ainsi qu'à des opérations de secours. 
Le Snellius est le troisième navire hydrographique a porter ce nom. 